# 537
537(오백삼십칠)은 536보다 크고 538보다 작은 자연수다.

## 수학
- 합성수로, 그 약수는 1, 3, 179, 537이다. 진약수의 합은 183이므로, 537은 부족수다.

## 교통

### 철도
- 수도권 전철 5호선 청구역의 역번호.

### 도로
- 현도 제537호선

## 군사
- U-537(영어판, 독일어판): 제2차 세계 대전에 사용된 나치 독일의 군용 잠수함.

## 문화유산
- 대한민국의 보물 제537호: 아산 읍내동 당간지주
- 대한민국의 사적 제537호: 파주 덕진산성

## 작품
- K. 537: 모차르트 《피아노 협주곡 26번》의 쾨헬 번호.

## 기타
- 연도: 537년, 기원전 537년